# Só para Baixinhos: O Show
"Xuxa Só Para Baixinhos: O Show" ou "Turnê XSPB / Só Para Baixinhos" foi a 13.ª turnê da apresentadora e cantora brasileira Xuxa Meneghel. A turnê tem como base seus álbuns "Só Para Baixinhos 1, 2 , 3 e 4". A ideia da turnê do projeto XSPB veio desde 2000 quando o mesmo foi lançado. A primeira turnê chegou a ser idealizada para 2001, porém com o acidente nas gravações do Xuxa Park o projeto foi cancelado. Xuxa chegou a fazer alguns shows no final de 2002. Apesar de ser o seu retorno aos palcos, é uma turnê pouco conhecida pelo público. Em alguns shows, Xuxa chegou a cantar músicas a capella como no show realizado em São Paulo, ela cantou "Abecedário da Xuxa". A turnê percorreu pelas seguintes capitais: Porto Alegre, Goiânia, Curitiba, São Paulo, Vitória, Rio de Janeiro, Salvador, Belo Horizonte, Maceió, São Luís, Recife, Natal. Poucas imagens da turnê foram exibidas na televisão, a última vez que foi mostrada, foi em 2013 no TV Xuxa especial de 50 anos de Xuxa.

## Setlist
"Era Uma Vez" (Instrumental, com "Doce Mel" orquestral Xuxa Park adicionado após o fim)
1. "Cabeça, Ombro, Joelho e Pé"
2. "Batatinha Bem Quentinha"
3. "Teddy, o Polvo"
4. "Cinco Patinhos"

"Números"
1. "O Ônibus"
2. "Dançando com o Txutxucão"
3. "Vem Que eu Vou te Ensinar"
4. "Cinco Macaquinhos"
5. "Dois Peixinhos"
6. "Enquanto o Seu Lobo Não Vem"

"Pot-Pourri: Pôneis / Cavalinhos" (trecho instrumental)
1. "Papi, o Camelo"
2. "Vamos Brincar"
3. "O Sapinho Saiu pra Passear"
4. "Bumbum Como é Bom Ser Lelé"
5. "Mosca Sai"
6. "Pot-Pourri Baiano:"

- "Ilariê"
- "Tindolelê"
- "Pinel por Você"

"Era Uma Vez" (Instrumental, com "Doce Mel" orquestral Xuxa Park adicionado após o fim)
1. "Cabeça, Ombro, Joelho e Pé"
2. "Batatinha Bem Quentinha"
3. "Teddy, o Polvo"
4. "Cinco Patinhos"

"Números"
1. "O Ônibus"
2. "Dançando com o Txutxucão"
3. "Vem Que eu Vou te Ensinar"
4. "Cinco Macaquinhos"
5. "Dois Peixinhos"
6. "Enquanto o Seu Lobo Não Vem"

"Pot-Pourri: Pôneis / Cavalinhos" (trecho instrumental)
1. "Papi, o Camelo"
2. "Vamos Brincar"
3. "O Sapinho Saiu pra Passear"
4. "Bumbum Como é Bom Ser Lelé"
5. "Mosca Sai"
6. "Hula-Hula da Xuxinha"

- "Ilariê"
- "Tindolelê"
- "Pinel por Você"

1. "Abracadabra" (últimos shows de dezembro)

## Cenário
O cenário do show se assemelha muito ao do projeto XSPB 2 com algumas árvores, grama e as nuvens. Na abertura, Xuxa saia de um livro gigante dando a ideia de que ela fosse uma personagem de um livro que ganhasse vida. Com muitas pessoas interpretando personagens de contos de fadas como: animais, bruxas, princesas, etc... Ao longo do show eram adicionados vários objetos eram trazidos ao palco pelos dançarinos adultos. O cenário do show abusou do colorido e dos efeitos especiais. Durante algumas músicas, papéis prateados e bolhas de sabão caíam sobre a plateia. No fim do show, uma chuva de bexigas.

## Concerto sinopse
O show começa com os personagens Xuxinha e Guto agitando o público, fazendo uma tradicional competição para saber se havia mais meninas ou meninos na platéia. Enquanto Xuxinha pedia para que as meninas gritassem "Xu", e Guto pedia para os meninos gritarem "Xa". Depois de muito as crianças chamarem, as cortinas se abrem e um livro cenográfico gigante surgia no meio do palco iluminado por luzes obscuras. Nas duas páginas que podiam ser lidas, estava o texto: "Era uma vez, uma menina que gostava de brincar. Aí ela cresceu, cresceu, cresceu e continuou gostando de brincar. Esta é a história da minha mãe!". Depois do texto ser lido por uma gravação de Sasha, personagens surgem de todos os lados do palco enquanto toca ao fundo a versão instrumental de "Era Uma Vez". Após o fim, a versão de "Doce Mel" da abertura do programa Xuxa Park de 1996 toca, e um dos personagens muda a página do livro gigante e aparece Xuxa saindo do livro (caracterizando um personagem que ganhou vida) vestindo um vestido roxo com um bori e calças pretas, levando o público ao delírio.
A primeira seção é focado por músicas do primeiro volume da série "Só Para Baixinhos". Então após um discurso, Xuxa com várias crianças e as personagens "X", "Y" e "Z" canta "Cabeça, Ombro, Joelho e Pé" e "Batatinha Bem Quentinha". Xuxa fala sobre o mar enquanto começa uma chuva de bolhas de sabão e são trazidos ao palco, corais e rochas cenográficas (caracterizando o fundo do mar) e ela canta "Teddy, o Polvo". Em seguida são retirados os objetos do palco, e Xuxa senta em um cogumelo cenográfico e canta "Cinco Patinhos" enquanto crianças fazem um pequeno teatro interpretando os patinhos, após o fim Xuxa sai do palco.
A segunda seção é focado por músicas do segundo volume da série "Só Para Baixinhos", começa com um pequena gravação dos "Números" de 1 a 10 (que foram utilizadas no DVD do XSPB 2 como passagens), então Xuxa vem ao palco usando um sobre-tudo no ligar do vestido em um ônibus cenográfico e canta "O Ônibus" com os Três Ratinhos e Guto. Xuxa chama ao palco Txutxucão, e lava o público ao delírio cantando "Dançando Com o Txutxucão" com algumas crianças e os Três Ratinhos, após o fim Xuxa brinca com Txutxucão e ele se despede do palco. Xuxa ensina o público a se mexer bastante e canta "Vem Que eu Vou te Ensinar". São trazidos ao palco uma cama e cinco pessoas fantasiadas de macacos e Xuxa canta "Cinco Macaquinhos". Novamente bolhas de sabão são lançadas no palco e Xuxa canta "Dois Peixinhos". Xuxa fala sobre contos de fadas e ela e as ratinhas rosa e amarela vestem capuzes segurando cestas com frutas, enquanto é trazido ao palco uma casa cenográfica, Xuxa canta "Enquanto o Seu Lobo Não Vem".
A terceira seção é focado por músicas do terceiro volume da série "Só Para Baixinhos", começa com uma pequena gravação de Xuxa, após o fim, é adicionado a versão instrumental do "Pot-Pourri: Pôneis / Cavalinhos". Xuxa vem ao palco com uma calça jeans e uma jaqueta de couro vermelha segurando Papi (um fantoche usado por Xuxa), e canta "Papi, o Camelo", enquanto seis pessoas embaixo de um pano com uma cabeça de camelo fazem a coreografia das corcundas de Papi. Em seguida são trazidos alguns objetos cenográficos ao palco como cercas, arbustos, barris, cactos, rodas de carroças e uma porteira com uma placa com os dizeres "Fazendinha", e vários personagens vem vestidos de caipiras, Xuxa canta "Vamos Brincar". Em seguida Xuxa senta em uma base (em formato de arbusto), enquanto pega um livro azul grande e canta "O Sapinho Saiu Pra Passear" (fazendo menção de que Xuxa está contando uma história), enquanto pessoas fantasiadas de sapos interpretam a história. Após o fim, Xuxa começa a brincar com os personagens e canta "Bumbum, Como é Bom Ser Lelé" e "Mosca Sai", com várias crianças usando chapéus e macacões.
A quarta seção é focado por músicas do quarto volume da série "Só Para Baixinhos", começa com um pequeno intervalo de menos de um minuto, no palco são adicionados coqueiros cenográficos e um "X" gigante inflável rosa no centro do palco, e Xuxa vem ao palco usando um bori azul com desenhos de flores e canta "Hula-Hula da Xuxinha" com Xuxinha vestida de Hula Hula. Em seguida Xuxa se ajoelha no palco e canta "Taba Naba" com meninas vestidas de dançarinas de Hula Hula. Após o fim, várias crianças vem ao palco com os Três Ratinhos e Xuxa canta "Estátua". Depois de distribuir beijos e presentes para os mais sortudos, Xuxa pede aos pais para "soltarem a criança" que existia dentro deles, Xuxa canta o "Pot-Pourri Baiano: "Ilariê" / "Tindolelê" / "Pinel Por Você", enquanto os personagens do palco e o público vão à loucura. Assim que acaba, Xuxa agradece a todos e se despede, enquanto uma pequena mensagem gravada de Sasha é reproduzida.

## Apresentações em programas

### Criança Esperança 2001
Xuxa se apresentou durante festa do Criança Esperança no dia 3 de agosto de 2002, no Estádio Mineirinho em Belo Horizonte. Além de Xuxa, mais de 30 artistas se apresentaram no palco, como Roupa Nova, SNZ, Wanessa Camargo, Zeca Pagodinho, Leonardo, P.O. Box, Elba Ramalho, Falamansa, Afroreggae, Joanna, Belo e Gabriel o Pensador.
1. "Cabeça, Ombro, Joelho e pé"
2. "Cinco Patinhos"
3. "Para Não (Tem Alguém Cansado aí)"

### Domingão do Faustão 2001
No dia 11 de Novembro de 2001, Xuxa se apresentou no programa "Domingão do Faustão", onde cantou várias músicas dos álbum "Só Para Baixinhos 1 e 2" ao lado de várias crianças, além de cantar, Xuxa recebeu uma homenagem participando do quadro Arquivo Confidencial.
1. "Dançando Com o Txutxucão"
2. "Para Não (Tem Alguém Cansado aí)"
3. "Cinco Patinhos" (a capella)
4. "Ilariê" (trecho a capella)
5. "Ilariê" (editado)

### Criança Esperança 2002
Xuxa se apresentou durante a festa do Criança Esperança em 3 de agosto de 2002, no Estádio Mineirinho em Belo Horizonte. Além de Xuxa, mais de 30 artistas se apresentaram no palco, como Ivete Sangalo, Sandy & Junior, Zeca Pagodinho, Daniela Mercury, Zezé Di Camargo e Luciano, Buchecha, Alexandre Pires, Jorge Vercilo, KLB, Wanessa Camargo, RPM, Fat Family, Kelly Key.
1. "Dançando Com o Txutxucão"
2. "Cinco Patinhos"
3. "Pot-Pourri Baiano:"

- "Ilariê"
- "Tindolelê"
- "Pinel Por Você"

### Domingão do Faustão 2002
No dia 13 de Outubro de 2002, Xuxa se apresentou no programa "Domingão do Faustão", onde cantou ao lado de várias crianças, além de cantar, Xuxa recebeu uma homenagem participando do quadro Arquivo Confidencial.
1. "Cinco Patinhos"
2. "Dançando Com o Txutxucão"
3. "Ilariê"

### Criança Esperança 2003
Xuxa se apresentou durante festa do Criança Esperança no dia 9 de agosto de 2003, no Ginásio do Ibirapuera em São Paulo. Além de Xuxa, mais de 30 artistas se apresentaram no palco, como Sandy & Júnior, Daniel, Wanessa Camargo, Ivete Sangalo, Toquinho e Fábio Jr.
1. "Cabeça, Ombro,Joelho E Pé/Dançando Com O Txutxucão/Vamos Brincar/Estátua"
2. "Ilariê" (Mix: Português e Espanhol)
3. "Ilariê" (Mix: Português e Espanhol)

### Domingão do Faustão 2003
Em Novembro de 2003, Xuxa se apresentou no programa "Domingão do Faustão", onde cantou várias músicas do álbum "Só Para Baixinhos 4" ao lado de várias crianças, além de cantar, Xuxa também falou sobre o álbum, o filme "Abradacabra", etc...
1. "Estátua"
2. "Taba Naba"
3. "Lua de Cristal" (trecho a capella)

## Datas
| Data                              | Cidade         | País   | Local                  |
| --------------------------------- | -------------- | ------ | ---------------------- |
| 1ª Etapa (2002) Algumas Das Datas |                |        |                        |
| 9 de novembro de 2002             | Rio de Janeiro | Brasil | Maracanãzinho          |
| 10 de novembro de 2002            | Rio de Janeiro | Brasil | Maracanãzinho          |
| 16 de novembro de 2002            | São Paulo      | Brasil | Credicard Hall         |
| 17 de novembro de 2002            | São Paulo      | Brasil | Credicard Hall         |
| 2ª Etapa (2003) Algumas das Datas |                |        |                        |
| 16 de agosto de 2003              | Rio de Janeiro | Brasil | Maracanãzinho          |
| 20 de setembro de 2003            | Belo Horizonte | Brasil | Estádio Mineirinho     |
| 4 de outubro de 2003              | Recife         | Brasil | Classic Hall           |
| 5 de outubro de 2003              | Recife         | Brasil | Classic Hall           |
| 11 de novembro de 2003            | São Paulo      | Brasil | Credicard Hall         |
| 12 de novembro de 2003            | São Paulo      | Brasil | Credicard Hall         |
| 20 de novembro de 2003            | Natal          | Brasil |                        |
| 22 de novembro de 2003            | Fortaleza      | Brasil | Ginásio Paulo Sarasate |
| 29 de novembro de 2003            | Maceió         | Brasil | Ginásio de Sesi        |
| 30 de novembro de 2003            | Salvador       | Brasil | Wet´n Wild             |
| 6 de dezembro de 2003             | Rio de Janeiro | Brasil | Claro Hall             |
| 7 de dezembro de 2003             | Rio de Janeiro | Brasil | Claro Hall             |

## Ficha técnica
- Direção de Iluminação: Peter Gasper
- Realização: Xuxa Produções